# Лучшие 11 MLS
«Лучшие 11 MLS» (англ. MLS Best XI) — ежегодная символическая сборная лучших 11 игроков MLS, высшей футбольной лиги США. Определяется путём голосования среди СМИ, игроков MLS и тренерских штабов клубов MLS.

## Победители
Жирным обозначен самый ценный игрок MLS. В скобках указано число включения игрока в «Лучшие 11 MLS».
| Сезон | Вратарь                                | Защитники | Полузащитники | Нападающие |
| ----- | -------------------------------------- | --- | --- | --- |
| 1996  | Марк Додд (Даллас Бёрн)                | Леонель Альварес (Даллас Бёрн) Джон Дойл (Сан-Хосе Клэш) Робин Фрейзер (Лос-Анджелес Гэлакси)                                           | Маурисио Сьенфуэгос (Лос-Анджелес Гэлакси) Роберто Донадони (Метростарз) Марко Этчеверри (Ди Си Юнайтед) Преки (Канзас-Сити Уизардс) Карлос Вальдеррама (Тампа-Бэй Мьютини)        | Эдуардо Уртадо (Лос-Анджелес Гэлакси) Рой Ласситер (Тампа-Бэй Мьютини)                                                        |
| 1997  | Брэд Фридель (Коламбус Крю)            | Джефф Эйгус (Ди Си Юнайтед) Томас Дули (Коламбус Крю) Ричард Гоф (Канзас-Сити Уизардс) Эдди Поуп (Ди Си Юнайтед)                        | Марк Чанг (Канзас-Сити Уизардс) Марко Этчеверри (Ди Си Юнайтед) (2) Преки (Канзас-Сити Уизардс) (2) Карлос Вальдеррама (Тампа-Бэй Мьютини) (2)                                     | Рональд Серритос (Сан-Хосе Клэш) Хайме Морено (Ди Си Юнайтед)                                                                 |
| 1998  | Зак Торнтон (Чикаго Файр)              | Томас Дули (Коламбус Крю) (2) Робин Фрейзер (Лос-Анджелес Гэлакси) (2) Любош Кубик (Чикаго Файр) Эдди Поуп (Ди Си Юнайтед) (2)          | Крис Армас (Чикаго Файр) Маурисио Сьенфуэгос(Лос-Анджелес Гэлакси) (2) Марко Этчеверри (Ди Си Юнайтед) (3) Пётр Новак (Чикаго Файр)                                                | Стерн Джон (Коламбус Крю) Коби Джонс (Лос-Анджелес Гэлакси)                                                                   |
| 1999  | Кевин Хартман (Лос-Анджелес Гэлакси)   | Джефф Эйгус (Ди Си Юнайтед) (2) Любош Кубик (Чикаго Файр) (2) Робин Фрейзер (Лос-Анджелес Гэлакси) (3)                                  | Крис Армас (Чикаго Файр) (2) Маурисио Сьенфуэгос (Лос-Анджелес Гэлакси) (3) Марко Этчеверри (Ди Си Юнайтед) (4) Эдди Льюис (Сан-Хосе Клэш) Стив Ролстон (Тампа-Бэй Мьютини)        | Джейсон Крайс (Даллас Бёрн) Хайме Морено (Ди Си Юнайтед) (2)                                                                  |
| 2000  | Тони Меола (Канзас-Сити Уизардс)       | Робин Фрейзер (Лос-Анджелес Гэлакси) (4) Грег Ванни (Лос-Анджелес Гэлакси) Питер Вермес (Канзас-Сити Уизардс)                           | Крис Армас (Чикаго Файр) (3) Пётр Новак (Чикаго Файр) (2) Стив Ролстон (Тампа-Бэй Мьютини) (2) Христо Стоичков (Чикаго Файр) Карлос Вальдеррама (Тампа-Бэй Мьютини) (3)            | Мамаду Дьялло (Тампа-Бэй Мьютини) Клинт Мэтис (Метростарз)                                                                    |
| 2001  | Тим Ховард (Метростарз)                | Джефф Эйгус (Сан-Хосе Эртквейкс) (3) Карлос Льямоса (Майами Фьюжн) Пабло Мастроени (Майами Фьюжн) Грег Ванни (Лос-Анджелес Гэлакси) (2) | Крис Армас (Чикаго Файр) (4) Пётр Новак (Чикаго Файр) (3) Преки (Майами Фьюжн) (3)                                                                                                 | Алекс Пинеда Чакон (Майами Фьюжн) Диего Серна (Майами Фьюжн) Джон Спенсер (Колорадо Рэпидз)                                   |
| 2002  | Тим Ховард (Метростарз) (2)            | Уэйд Барретт (Сан-Хосе Эртквейкс) Карлос Боканегра (Чикаго Файр) Алекси Лалас (Лос-Анджелес Гэлакси)                                    | Марк Чанг (Колорадо Рэпидз) (2) Ронни Экелунн (Сан-Хосе Эртквейкс) Оскар Пареха (Даллас Бёрн) Стив Ролстон (Нью-Инглэнд Революшн) (3)                                              | Джефф Каннингем (Коламбус Крю) Карлос Руис (Лос-Анджелес Гэлакси) Тейлор Туэллмен (Нью-Инглэнд Революшн)                      |
| 2003  | Пэт Онстад (Сан-Хосе Эртквейкс)        | Карлос Боканегра (Чикаго Файр) (2) Райан Нелсен (Ди Си Юнайтед) Эдди Поуп (Метростарз) (3)                                              | Крис Армас (Чикаго Файр) (5) Дамаркус Бизли (Чикаго Файр) Марк Чанг (Колорадо Рэпидз) (3) Лэндон Донован (Сан-Хосе Эртквейкс) Преки (Канзас-Сити Уизардс) (4)                      | Анте Разов (Чикаго Файр) Джон Спенсер (Колорадо Рэпидз) (2)                                                                   |
| 2004  | Джо Кэннон (Колорадо Рэпидз)           | Джимми Конрад (Канзас-Сити Уизардс) Робин Фрейзер (Коламбус Крю) (5) Райан Нелсен (Ди Си Юнайтед) (2) Эдди Поуп (Метростарз) (4)        | Эдди Гейвен (Метростарз) Амадо Гевара (Метростарз) Ронни О’Брайен (Даллас Бёрн) Керри Завагнин (Канзас-Сити Уизардс)                                                               | Брайан Чинг (Сан-Хосе Эртквейкс) Хайме Морено (Ди Си Юнайтед) (3)                                                             |
| 2005  | Пэт Онстад (Сан-Хосе Эртквейкс) (2)    | Крис Олбрайт (Лос-Анджелес Гэлакси) Дэнни Кейлифф (Сан-Хосе Эртквейкс) Джимми Конрад (Канзас-Сити Уизардс) (2)                          | Клинт Демпси (Нью-Инглэнд Революшн) Дуэйн Де Розарио (Сан-Хосе Эртквейкс) Кристиан Гомес (Ди Си Юнайтед) Шалри Джозеф (Нью-Инглэнд Революшн) Ронни О’Брайен (Даллас) (2)           | Хайме Морено (Ди Си Юнайтед) (4) Тейлор Туэллмен (Нью-Инглэнд Революшн) (2)                                                   |
| 2006  | Трой Перкинс (Ди Си Юнайтед)           | Бобби Босуэлл (Ди Си Юнайтед) Хосе Бурсьяга-мл. (Канзас-Сити Уизардс) Джимми Конрад (Канзас-Сити Уизардс) (3)                           | Рикардо Кларк (Хьюстон Динамо) Клинт Демпси (Нью-Инглэнд Революшн) (2) Дуэйн Де Розарио (Хьюстон Динамо) (2) Кристиан Гомес (Ди Си Юнайтед) (2) Джастин Мэпп (Чикаго Файр)         | Джефф Каннингем (Реал Солт-Лейк) (2) Хайме Морено (Ди Си Юнайтед) (5)                                                         |
| 2007  | Брэд Гузан (Чивас США)                 | Джонатан Борнстейн (Чивас США) Майкл Паркхерст (Нью-Инглэнд Революшн) Эдди Робинсон (Хьюстон Динамо)                                    | Гильермо Баррос Скелотто (Коламбус Крю) Дуэйн Де Розарио (Хьюстон Динамо) (3) Кристиан Гомес (Ди Си Юнайтед) (3) Шалри Джозеф (Нью-Инглэнд Революшн) (2) Бен Олсен (Ди Си Юнайтед) | Хуан Пабло Анхель (Нью-Йорк Ред Буллз) Лусиано Эмилио (Ди Си Юнайтед)                                                         |
| 2008  | Джон Буш (Чикаго Файр)                 | Джимми Конрад (Канзас-Сити Уизардс) (4) Чад Маршалл (Коламбус Крю) Бакари Сумаре (Чикаго Файр)                                          | Куаутемок Бланко (Чикаго Файр) Шалри Джозеф (Нью-Инглэнд Революшн) (3) Саша Клештан (Чивас США) Робби Роджерс (Коламбус Крю) Гильермо Баррос Скелотто (Коламбус Крю) (2)           | Кенни Купер (Даллас) Лэндон Донован (Лос-Анджелес Гэлакси) (2)                                                                |
| 2009  | Зак Торнтон (Чивас США) (2)            | Джефф Кэмерон (Хьюстон Динамо) Уильман Конде (Чикаго Файр) Чад Маршалл (Коламбус Крю) (2)                                               | Дуэйн Де Розарио (Торонто) (4) Лэндон Донован (Лос-Анджелес Гэлакси) (3) Стюарт Холден (Хьюстон Динамо) Шалри Джозеф (Нью-Инглэнд Революшн) (4) Фредди Юнгберг (Сиэтл Саундерс)    | Конор Кейси (Колорадо Рэпидз) Джефф Каннингем (Даллас) (3)                                                                    |
| 2010  | Донован Рикеттс (Лос-Анджелес Гэлакси) | Нэт Борчерс (Реал Солт-Лейк) Омар Гонсалес (Лос-Анджелес Гэлакси) Хамисон Олаве (Реал Солт-Лейк)                                        | Дуэйн Де Розарио (Торонто) (5) Лэндон Донован (Лос-Анджелес Гэлакси) (4) Давид Феррейра (Даллас) Себастьен Ле Ту (Филадельфия Юнион) Хавьер Моралес (Реал Солт-Лейк)               | Эдсон Баддл (Лос-Анджелес Гэлакси) Крис Вондоловски (Сан-Хосе Эртквейкс)                                                      |
| 2011  | Кейси Келлер (Сиэтл Саундерс)          | Тодд Данивэнт (Лос-Анджелес Гэлакси) Омар Гонсалес (Лос-Анджелес Гэлакси) (2) Хамисон Олаве (Реал Солт-Лейк) (2)                        | Дэвид Бекхэм (Лос-Анджелес Гэлакси) Брэд Дэвис (Хьюстон Динамо) Дуэйн Де Розарио (Ди Си Юнайтед) (6) Лэндон Донован (Лос-Анджелес Гэлакси) (5) Брек Шей (Даллас)                   | Тьерри Анри (Нью-Йорк Ред Буллз) Крис Вондоловски (Сан-Хосе Эртквейкс) (2)                                                    |
| 2012  | Джимми Нильсен (Спортинг Канзас-Сити)  | Виктор Бернардес (Сан-Хосе Эртквейкс) Мэтт Беслер (Спортинг Канзас-Сити) Орельен Коллен (Спортинг Канзас-Сити)                          | Освальдо Алонсо (Сиэтл Саундерс) Лэндон Донован (Лос-Анджелес Гэлакси) (6) Крис Понтиус (Ди Си Юнайтед) Грэм Зуси (Спортинг Канзас-Сити)                                           | Тьерри Анри (Нью-Йорк Ред Буллз) (2) Робби Кин (Лос-Анджелес Гэлакси) Крис Вондоловски (Сан-Хосе Эртквейкс) (3)               |
| 2013  | Донован Рикеттс (Портленд Тимберс) (2) | Мэтт Беслер (Спортинг Канзас-Сити) (2) Жозе Гонсалвеш (Нью-Инглэнд Революшн) Омар Гонсалес (Лос-Анджелес Гэлакси) (3)                   | Тим Кэхилл (Нью-Йорк Ред Буллз) Уилл Джонсон (Портленд Тимберс) Диего Валери (Портленд Тимберс) Грэм Зуси (Спортинг Канзас-Сити) (2)                                               | Марко Ди Вайо (Монреаль Импакт) Робби Кин (Лос-Анджелес Гэлакси) (2) Майк Маги (Чикаго Файр)                                  |
| 2014  | Билл Хамид (Ди Си Юнайтед)             | Бобби Босуэлл (Ди Си Юнайтед) (2) Омар Гонсалес (Лос-Анджелес Гэлакси) (4) Чад Маршалл (Сиэтл Саундерс) (3)                             | Лэндон Донован (Лос-Анджелес Гэлакси) (7) Тьерри Анри (Нью-Йорк Ред Буллз) (3) Ли Нгуен (Нью-Инглэнд Революшн) Диего Валери (Портленд Тимберс) (2)                                 | Робби Кин (Лос-Анджелес Гэлакси) (3) Обафеми Мартинс (Сиэтл Саундерс) Брэдли Райт-Филлипс (Нью-Йорк Ред Буллз)                |
| 2015  | Луис Роблес (Нью-Йорк Ред Буллз)       | Лоран Симан (Монреаль Импакт) Мэтт Хеджес (Даллас) Кендалл Уостон (Ванкувер Уайткэпс)                                                   | Фабиан Кастильо (Даллас) Бенни Фейлхабер (Спортинг Канзас-Сити) Итан Финли (Коламбус Крю) Дэкс Маккарти (Нью-Йорк Ред Буллз)                                                       | Себастьян Джовинко (Торонто) Кей Камара (Коламбус Крю) Робби Кин (Лос-Анджелес Гэлакси) (4)                                   |
| 2016  | Андре Блейк (Филадельфия Юнион)        | Мэтт Хеджес (Даллас) (2) Аксель Хёберг (Колорадо Рэпидз) Йелле Ван Дамме (Лос-Анджелес Гэлакси)                                         | Мауро Диас (Даллас) Джовани дос Сантос (Лос-Анджелес Гэлакси) Саша Клештан (Нью-Йорк Ред Буллз) (2) Игнасио Пьятти (Монреаль Импакт)                                               | Себастьян Джовинко (Торонто) (2) Давид Вилья (Нью-Йорк Сити) Брэдли Райт-Филлипс (Нью-Йорк Ред Буллз) (2)                     |
| 2017  | Тим Милия (Спортинг Канзас-Сити)       | Джастин Морроу (Торонто) Айк Опара (Спортинг Канзас-Сити) Кендалл Уостон (Ванкувер Уайткэпс) (2)                                        | Мигель Альмирон (Атланта Юнайтед) Себастьян Джовинко (Торонто) (3) Диего Валери (Портленд Тимберс) (3) Виктор Васкес (Торонто)                                                     | Хосеф Мартинес (Атланта Юнайтед) Неманья Николич (Чикаго Файр) Давид Вилья (Нью-Йорк Сити) (2)                                |
| 2018  | Зак Стеффен (Коламбус Крю)             | Кемар Лоуренс (Нью-Йорк Ред Буллз) Эрон Лонг (Нью-Йорк Ред Буллз) Чад Маршалл (Сиэтл Саундерс) (4)                                      | Лусиано Акоста (Ди Си Юнайтед) Мигель Альмирон (Атланта Юнайтед) (2) Игнасио Пьятти (Монреаль Импакт) (2) Карлос Вела (Лос-Анджелес)                                               | Златан Ибрагимович (Лос-Анджелес Гэлакси) Хосеф Мартинес (Атланта Юнайтед) (2) Уэйн Руни (Ди Си Юнайтед)                      |
| 2019  | Вито Манноне (Миннесота Юнайтед)       | Айк Опара (Миннесота Юнайтед) (2) Майлз Робинсон (Атланта Юнайтед) Уокер Циммерман (Лос-Анджелес)                                       | Эдуард Атуэста (Лос-Анджелес) Карлес Хиль (Нью-Инглэнд Революшн) Максимилиано Моралес (Нью-Йорк Сити) Алехандро Посуэло (Торонто)                                                  | Златан Ибрагимович (Лос-Анджелес Гэлакси) (2) Хосеф Мартинес (Атланта Юнайтед) (3) Карлос Вела (Лос-Анджелес) (2)             |
| 2020  | Андре Блейк (Филадельфия Юнион) (2)    | Марк Маккензи (Филадельфия Юнион) Джонатан Менса (Коламбус Крю) Уокер Циммерман (Нэшвилл) (2)                                           | Бренден Эронсон (Филадельфия Юнион) Диего Чара (Портленд Тимберс) Николас Лодейро (Сиэтл Саундерс) Алехандро Посуэло (Торонто) (2)                                                 | Джордан Моррис (Сиэтл Саундерс) Диего Росси (Лос-Анджелес) Рауль Руидиас (Сиэтл Саундерс)                                     |
| 2021  | Мэтт Тернер (Нью-Инглэнд Революшн)     | Еймар Гомес Андраде (Сиэтл Саундерс) Майлз Робинсон (Атланта Юнайтед) (2) Уокер Циммерман (Нэшвилл) (3)                                 | Тейджон Бьюкенен (Нью-Инглэнд Революшн) Карлес Хиль (Нью-Инглэнд Революшн) (2) Хани Мухтар (Нэшвилл) Жуан Пауло (Сиэтл Саундерс)                                                   | Густаво Боу (Нью-Инглэнд Революшн) Тати Кастельянос (Нью-Йорк Сити) Рауль Руидиас (Сиэтл Саундерс) (2)                        |
| 2022  | Андре Блейк (Филадельфия Юнион) (3)    | Якоб Глеснес (Филадельфия Юнион) Кай Вагнер (Филадельфия Юнион) Уокер Циммерман (Нэшвилл) (4)                                           | Лусиано Акоста (Цинциннати) (2) Себастьян Дриусси (Остин) Даниель Газдаг (Филадельфия Юнион) Хани Мухтар (Нэшвилл) (2)                                                             | Хесус Феррейра (Даллас) Брэндон Васкес (Цинциннати) Карлос Вела (Лос-Анджелес) (3)                                            |
| 2023  | Роман Бюрки (Сент-Луис Сити)           | Мэтт Миазга (Цинциннати) Тим Паркер (Сент-Луис Сити) Уокер Циммерман (Нэшвилл) (5)                                                      | Лусиано Акоста (Цинциннати) (3) Тьяго Альмада (Атланта Юнайтед) Эктор Эррера (Хьюстон Динамо) Хани Мухтар (Нэшвилл) (3)                                                            | Дени Буанга (Лос-Анджелес) Йоргос Якумакис (Атланта Юнайтед) Кучо Эрнандес (Коламбус Крю)                                     |
| 2024  | Кристиян Кахлина (Шарлотт)             | Жорди Альба (Интер Майами) Еймар Гомес Андраде (2) (Сиэтл Саундерс) Стивен Морейра (Коламбус Крю)                                       | Лусиано Акоста (Цинциннати) (4) Эвандер (Портленд Тимберс) Рики Пуч (Лос-Анджелес Гэлакси)                                                                                         | Кристиан Бентеке (Ди Си Юнайтед) Дени Буанга (Лос-Анджелес) (2) Кучо Эрнандес (Коламбус Крю) (2) Лионель Месси (Интер Майами) |